# 올드 팔
올드 팔(Old Pal)은 처음에 호밀 위스키, 프랑스 베르무트(드라이), 캄파리로 만든 칵테일이다. 네그로니와 비슷하지만 진 (술)이 아닌 호밀 위스키를, 그리고 스위트(sweet) 대신 드라이 베르무트를 함유한다. 올드 팔은 '오래된 벗'을 의미한다.